# Samuel Andrews

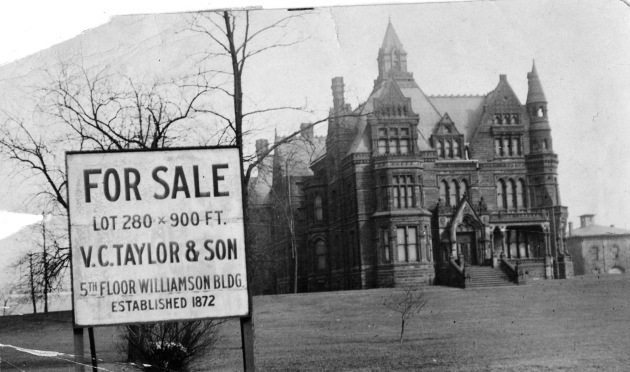
Willa Samuela Andrewsa przy Euclid Avenue w Cleveland. Wybudowana w latach 1882–1885, wyburzona w 1923.

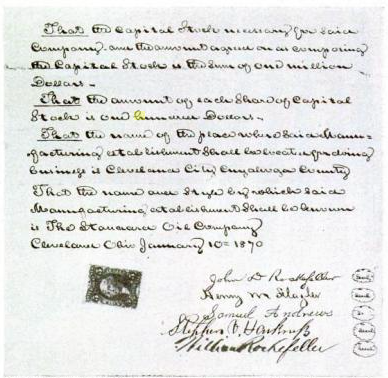
Akt inkorporacji Standard Oil podpisany przez Johna D. Rockefellera, Henry’ego M. Flaglera, Samuela Andrewsa, Stephena V. Harknessa oraz Williama Rockefellera

Samuel Andrews (ur. 1836, zm. 1904) – amerykański chemik i wynalazca.

## Życiorys
Urodził się w Anglii i wyemigrował do Stanów Zjednoczonych przed Wojną secesyjną i osiadł w Cleveland, Ohio. Jest znany z bycia jednym z założycieli firmy rafineryjnej Rockefeller, Andrews & Flagler, poprzedniczki imperium korporacyjnego Standard Oil Company. W czasie powstania pierwszego oddziału Standard Oil Company Andrews posiadał 16.67% udziałów w firmie. W 1874 roku odsprzedał swoje udziały, nie mając wpływu na późniejszy jej rozwój i zyski, jakie osiągnęli inni założyciele przedsiębiorstwa.

### Kariera w Standard Oil Co.
Andrews posiadał pewne doświadczenie w przerobie ropy naftowej z łupków z nowo odkrytych pól naftowych zachodniej Pensylwanii, kiedy w 1862 roku został zaangażowany jako wspólnik przez dwóch biznesmenów z Cleveland w celu utworzenia nowego przedsiębiorstwa. Jednym z nich był John D. Rockefeller, który dostrzegał potencjał w planach Andrewsa i postanowił zainwestować w jego przedsięwzięcie. Z uzyskanym kapitałem Andrews opracował plan wybudowania małej rafinerii w Cleveland.
Ida M. Tarbell, jedna z pierwszych dziennikarek śledczych autorka Historii Standard Oil (org. The History of Standard Oil), opisała Andrewsa jako mechanicznego geniusza, który wymyślał nowe procesy, aby stworzyć lepszy produkt. Jest uznawany za twórcę procesu chemicznego określanego jako destylacja frakcyjna, która odpowiada za podział ropy naftowej na jej części składowe.
Po tym jak opuścił Standard Oil, postanowił pokazać swoje bogactwo opinii publicznej, budując willę w Cleveland przy Euclid Avenue, znaną jako Millioneaire’s Row. Andrews marzył, aby móc gościć w niej królową Wiktorię, ale to życzenie nigdy się nie spełniło. Dom był tak duży, że zatrudniona służba nie była w stanie normalnie wypełniać swoich obowiązków, po czym został wkrótce zamknięty i pozostawał niezamieszkały przez kolejne 25 lat i w 1923 roku wyburzony.
Jego bardziej znani partnerzy Rockefeller oraz Henry Morrison Flagler byli związani ze strategiami marketingowymi oraz planami kapitalizacji pomysłów technicznych Andrews’a. Andrews często nie zgadzał się polityką szybkiego wzrostu Rockefellera i otrzymał szybko propozycję sprzedaży udziałów w firmie Rockefellera. Andrews przyjął ofertę i sprzedał wszystkie swoje akcje w 1874 roku. Zły stan zdrowia żony Flaglera skierował jego uwagę w stronę Florydy i jej sprzyjającemu klimatowi. Założył tam Florida East Coast Railway oraz pomógł rozwinąć wiele rekreacyjnych miejscowości, między innymi Palm Beach i Miami. Podczas gdy Flagler rozpoczął nową karierę na Florydzie, Andrews pozostał w Ohio i New Jersey.
Andrews umarł w hotelu w Atlantic City w 1904 roku. Jego ostatnią wolą było rozdanie posiadłości w Lakewood.